# ラウンジ・ミュージック
ラウンジ・ミュージック (Lounge music) は、音楽ジャンルのひとつ。ホテルのラウンジでかけられているような曲を指す音楽用語である。

## 歴史
ホテルのラウンジやカフェでかかる音楽、そこに集う人々の会話や社交を邪魔しないムード音楽などを指す。またそこから発展した比較的ゆったりとした曲調の、心地よい音楽を指すこともある。ボサノヴァ、イージー・リスニング、ジャズ、映画音楽、エレクトロニカ、ダウンテンポなど様々なジャンルのアーティストがこれを制作している。
ラウンジ・ミュージックの代表的な音楽家としては、レス・バクスター、アーサー・ライマン、マーティン・デニーらがいる。オールミュージックはラウンジ音楽が、トラディショナルなポップと、宇宙的な音楽の中間点を占有したと分析している。彼らによるエキゾチカは、全盛期に合計何百万枚ものレコードを売り上げた。それは、さまざまなラテンジャンル(例えば、ボサノヴァ、チャチャチャ、カル・ジェイダーのラテンジャズの努力のように)、ポリネシアン、フランスなど、アメリカ国外で人気のある音楽を、リラックスした口当たりの良いサウンドに組み合わせた。そのような音楽には、一部の楽器が誇張されている可能性がある(たとえば、ポリネシアの曲には、ボンゴを使用したエキゾチックなパーカッションアレンジや、野生動物を模倣したボーカリストがいる場合がある)。これらの録音の多くは、エキゾチックな異国の地で生まれたと描かれているが、実際にはベテランのセッションミュージシャンによって、ハリウッドのレコーディングスタジオで録音された。別のジャンルである宇宙時代のポップは、当時の宇宙時代の効果音を模倣し、宇宙探査に対する一般の関心を反映した。ステレオフォニック技術の出現により、エスキベルなどのアーティストは空間オーディオ技術を最大限に活用し、オーケストラでシューという音を作り出した。

## 代表的アーティスト
- マーティン・デニー[2]
- アーサー・ライマン
- レス・バクスター
- スリー・サンズ
- エスキベル
- 林有三&サロン' 68
- エール